# Arthopyreniaceae
Arthopyreniaceae är en familj av svampar. Enligt Catalogue of Life ingår Arthopyreniaceae i ordningen Pleosporales, klassen Dothideomycetes, divisionen sporsäcksvampar och riket svampar, men enligt Dyntaxa är tillhörigheten istället klassen Dothideomycetes, divisionen sporsäcksvampar och riket svampar.
|                  | Pleomassariaceae               |
|                  |                                |
|                  | Naetrocymbaceae                |
|                  |                                |
|                  | Dacampiaceae                   |
|                  |                                |
| Arthopyreniaceae | \| \| Arthopyrenia \| \| \| \| |
|                  | \| \| Arthopyrenia \| \| \| \| |
|                  | Aigialaceae                    |
|                  |                                |
|                  | Amniculicolaceae               |
|                  |                                |
|                  | Corynesporascaceae             |
|                  |                                |
|                  | Cucurbitariaceae               |
|                  |                                |
|                  | Delitschiaceae                 |
|                  |                                |
|                  | Diademaceae                    |
|                  |                                |
|                  | Didymosphaeriaceae             |
|                  |                                |
|                  | Dothidotthiaceae               |
|                  |                                |
|                  | Fenestellaceae                 |
|                  |                                |
|                  | Leptosphaeriaceae              |
|                  |                                |
|                  | Lindgomycetaceae               |
|                  |                                |
|                  | Lophiostomataceae              |
|                  |                                |
|                  | Massarinaceae                  |
|                  |                                |
|                  | Melanommataceae                |
|                  |                                |
|                  | Montagnulaceae                 |
|                  |                                |
|                  | Morosphaeriaceae               |
|                  |                                |
|                  | Mytilinidiaceae                |
|                  |                                |
|                  | Parodiellaceae                 |
|                  |                                |
|                  | Phaeosphaeriaceae              |
|                  |                                |
|                  | Phaeotrichaceae                |
|                  |                                |
|                  | Pleosporaceae                  |
|                  |                                |
|                  | Sporormiaceae                  |
|                  |                                |
|                  | Testudinaceae                  |
|                  |                                |
|                  | Tetraplosphaeriaceae           |
|                  |                                |
|                  | Tubeufiaceae                   |
|                  |                                |
|                  | Venturiaceae                   |
|                  |                                |
|                  | Zopfiaceae                     |
|                  |                                |
|                  | Phoma                          |
|                  |                                |
|                  | Speira                         |
|                  |                                |
|                  | Centrospora                    |
|                  |                                |
|                  | Mycocentrospora                |
|                  |                                |
|                  | Pyrenochaeta                   |
|                  |                                |
|                  | Stagonosporopsis               |
|                  |                                |
|                  | Ascochyta                      |
|                  |                                |
|                  | Anguillospora                  |
|                  |                                |
|                  | Sporidesmium                   |
|                  |                                |
|                  | Ascochytula                    |
|                  |                                |
|                  | Ascochytella                   |
|                  |                                |
|                  | Sporocybe                      |
|                  |                                |
|                  | Periconia                      |
|                  |                                |
|                  | Berkleasmium                   |
|                  |                                |
|                  | Didymella                      |
|                  |                                |
|                  | Herpotrichia                   |
|                  |                                |
|                  | Dictyosporium                  |
|                  |                                |
|                  | Fusculina                      |
|                  |                                |
|                  | Briansuttonia                  |
|                  |                                |
|                  | Leptosphaerulina               |
|                  |                                |
|                  | Elegantimyces                  |
|                  |                                |
|                  | Phaeostagonospora              |
|                  |                                |
|                  | Massariosphaeria               |
|                  |                                |
|                  | Extrusothecium                 |
|                  |                                |
|                  | Ascoronospora                  |
|                  |                                |
|                  | Hyalobelemnospora              |
|                  |                                |
|                  | Immotthia                      |
|                  |                                |
|                  | Helicascus                     |
|                  |                                |
|                  | Dactuliophora                  |
|                  |                                |
|                  | Clavariopsis                   |
|                  |                                |
|                  | Subbaromyces                   |
|                  |                                |
|                  | Pseudochaetosphaeronema        |
|                  |                                |
|                  | Coronospora                    |
|                  |                                |
|                  | Protocucurbitaria              |
|                  |                                |
|                  | Pseudotrichia                  |
|                  |                                |
|                  | Trematosphaeriopsis            |
|                  |                                |
|                  | Passerinula                    |
|                  |                                |
|                  | Metameris                      |
|                  |                                |
|                  | Neopeckia                      |
|                  |                                |
|                  | Cheiromoniliophora             |
|                  |                                |
|                  | Digitodesmium                  |
|                  |                                |
|                  | Boeremia                       |
|                  |                                |
|                  | Amarenomyces                   |
|                  |                                |
|                  | Setomelanomma                  |
|                  |                                |
|                  | Didymocrea                     |
|                  |                                |
|                  | Wettsteinina                   |
|                  |                                |
|                  | Letendraea                     |
|                  |                                |
|                  | Rhopographus                   |
|                  |                                |
|                  | Shiraia                        |
|                  |                                |
|                  | Farlowiella                    |
|                  |                                |
|                  | Paraliomyces                   |
|                  |                                |
|                  | Macroventuria                  |
|                  |                                |
|                  | Neophaeosphaeria               |
|                  |                                |
|                  | Pseudodidymella                |
|                  |                                |
|                  | Mycodidymella                  |
|                  |                                |
|                  | Ochrocladosporium              |
|                  |                                |
|                  | Cheirosporium                  |
|                  |                                |
|                  | Margaretbarromyces             |
|                  |                                |
|                  | Versicolorisporium             |
|                  |                                |
|                  | Monoblastiopsis                |
|                  |                                |
|                  | Ocala                          |
|                  |                                |
|                  | Lentithecium                   |
|                  |                                |
|                  | Tingoldiago                    |
|                  |                                |
|                  | Wicklowia                      |
|                  |                                |
|                  | Aquaticheirospora              |
|                  |                                |
|                  | Ascorhombispora                |
|                  |                                |
|                  | Arthopyrenia                   |
|                  |                                |

|  | Arthopyrenia |
|  |              |